# Loic Bobillier
Pour les articles homonymes, voir Bobillier.
Loic Bobillier est un pongiste français né le 2 août 1985 à Corbeil et évoluant en championnat de France Pro A de tennis de table. N°45 au classement national français (qui tient compte des joueurs étrangers évoluant en France), Bob est classé 210 mondial à l'ITTF (meilleur classement : n°131 en 2005). Il évolue dans le championnat d'Allemagne depuis la saison 2008/2009.
Le 10 juillet 2009, il remporte avec Armand Phung l'Open du Maroc ITTF en double messieurs.